# Айвинс
Айвинс (на английски: Ivins) е град в окръг Уошингтън, щата Юта, САЩ. Айвинс е с население от 4450 жители (2000) и обща площ от 26,6 km². Намира се на 939 m надморска височина. ЗИП кодът му е 84738, а телефонният му код е 435.